# Borislav Pavlovski
Borislav Pavlovski (Bjelovar, 26. veljače 1950.), hrvatski kritičar, esejist, antologičar, prevoditelj, književni povjesničar, teatrolog i sveučilišni profesor.

## Životopis
Osnovnu i srednju školu završio je u Zagrebu, gdje je na Filozofskom fakultetu diplomirao hrvatski jezik i književnost i južnoslavenske jezike i književnosti te filozofiju. Na istom je fakultetu magistrirao i doktorirao s prilozima iz teatrologije. Radi kao izvanredni profesor makedonske književnosti i hrvatske književnosti prema južnoslavenskim književnostima. Makedonski jezik i književnost predavao je na sveučilištima u Osijeku, Rijeci, Mariboru (Republika Slovenija) i Göteborgu (Kraljevina Švedska). Od 1980. do 1987. radio je kao tajnik u Upravi Zagrebačke slavističke škole (s Mladenom Kuzmanovićem, direktorom, i Stjepanom Damjanovićem, zamjenikom direktora). Bio je predsjednik Hrvatsko-makedonskog društva (1995. – 1997.), te predsjednik Hrvatskoga filološkog društva (1997. – 2000.).
Od sredine sedamdesetih godina 20. st. objavljuje kritičke tekstove, eseje, rasprave, leksikonske i enciklopedijske priloge u hrvatskim i inozemnim (njemačkim i američkim) enciklopedijskim izdanjima. Prevodi s makedonskoga i bugarskoga jezika. Preveo je s makedonskoga na hrvatski jezik dvadesetak historiografskih, publicističkih, esejističkih, književnopovijesnih i znanstvenih djela te četiri romana i dvanaest drama (od kojih su četiri uprizorene u hrvatskim kazalištima i izvedene na radiju), kao i više izbora iz makedonske poezije, tiskanih u hrvatskim listovima i časopisima. Sudjelovao je u izradi Makedonsko-hrvatskog rječnika // Hrvatsko-makedonskog rječnika u “Balkanskom rječniku” (redaktor Slavomir Marinković, Mi-An, Skopje, 2004.). S bugarskoga na hrvatski preveo je više eseja i dramu Hrista Bojčeva “Pukovnik Ptica”, izvedenu 2005. u splitskom Hrvatskom narodnom kazalištu.
Borislav Pavlovski nagrađivan je za svoj nastavni i znanstveni rad (Medaljom Filozofskog fakulteta, 2000., Medaljom apostola Pavla Vlade Republike Makedonije, 2001. i Medaljom Kliment Ohridski, 2001.).
Član je Matice hrvatske, Hrvatskoga centra ITI-UNESCO, Društva hrvatskih književnika i počasni član Društva pisaca Makedonije (DPM). Bio je predsjednik Hrvatsko-makedonskoga društva i Hrvatskoga filološkog društva (1997. – 2001.).

### Pojedinačni naslovi
- “Makedonska književnost” (s grupom autora; “Školska knjiga”, Zagreb, 1988., 1991.), ISBN 86-03-99126-X
- “U znaku komparativnog čitanja” (“Vo znakot na komparativnoto čitanje”, “Matica makedonska”, Skopje, 2000.), kritike, eseji i studije na makedonskom jeziku, ISBN 9989-48-281-0
- “Prostori kazališnih svečanosti” (monografija o dramskom prostoru u djelima Kole Čašule;  Naklada MD, Zagreb, 2000.),
- “Od teksta do predstave” (Zajednica Makedonaca u Republici Hrvatskoj, Zagreb, 2005.), rasprave o dramaturgiji Kola Čašula, ISBN 953-96314-8-3
- “Mal makedonsko-hrvatski i hrvatsko makedonski rečnik // Mali makedonsko-hrvatski i hrvatsko-makedonski rječnik” (Zavičajna naklada “Žakan Juri”, Pula, 2006.). Suautorstvo s Dragijem Stefanijom, ISBN 953-6487-36-5

### Izbori i antologije
- “Suvremene makedonske drame” (Od Čašule do Stefanovskog; Suautorstvo s Brankom Hećimovićem; Znanje, Zagreb, 1982.),
- “Gospodari labirinta” (Antologija snova, maštarija i fantastičnih priča iz makedonske književnosti; Naklada MD, Zagreb, 1998.), ISBN 953-6010-64-X
- “Antologija nove makedonske drame” (Hrvatski centar ITI-UNESCO, Zagreb, 2000.),
- Konstantin Miladinov: “Da vidim Ohrid / Strugu da gledam  // Da vidam Ohrid / Struga da vidam” (Zajednica Makedonaca u Republici Hrvatskoj, Zagreb i Zavičajna naklada “Žakan Juri”, Pula, 2001.), ISBN 953-96314-5-9
- “Dani Dimitrija i Konstantina Miladinova” (Zajednica Makedonaca u Republici Hrvatskoj, Zagreb, 2003.), zbornik radova, ISBN 953-96314-4-0